# 小施馬萊瑙河

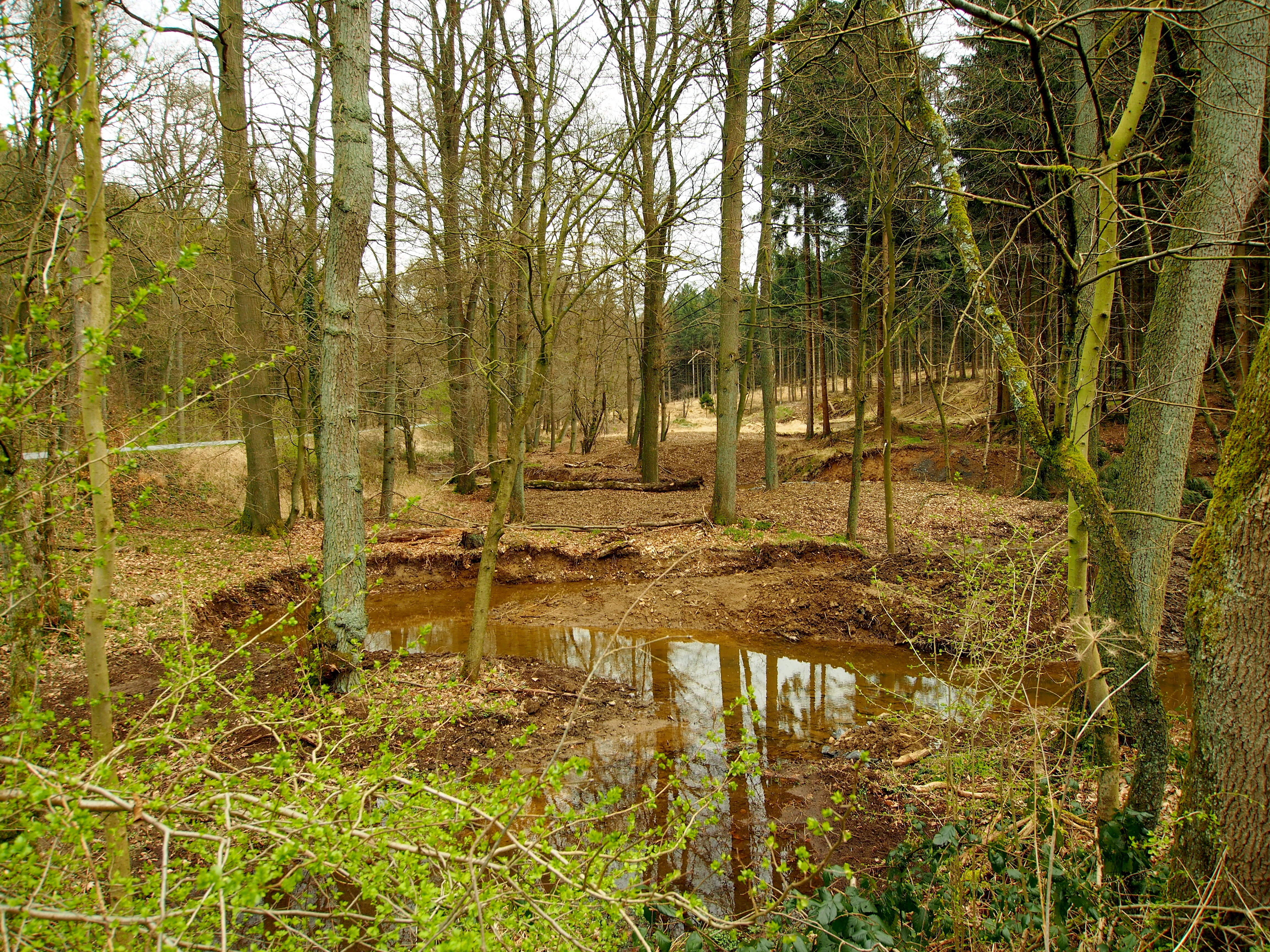

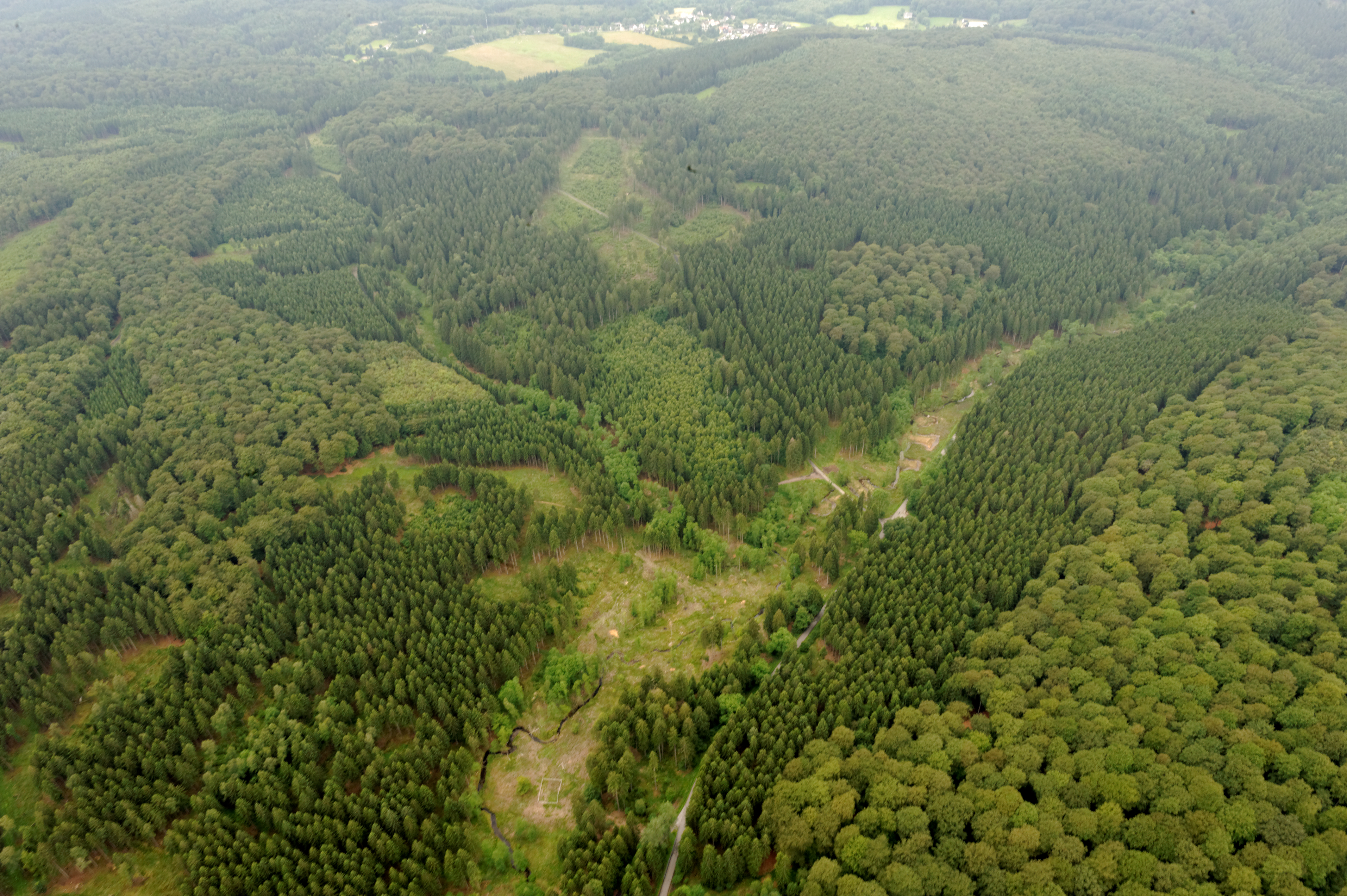

51°27′51.62″N 8°5′54.07″E / 51.4643389°N 8.0983528°E
小施馬萊瑙河（德語：Kleine Schmalenau），是德國的河流，位於該國西部，處於北萊茵-威斯特法倫州，屬於黑沃河的左支流，河道全長10.6公里，流域面積17.9平方公里。